# Zenon Burzyński
Zenon Burzyński (ur. 27 grudnia 1922 w Poznaniu, zm. 14 listopada 2007 w Gdańsku) – polski aktor teatralny, filmowy i radiowy.

## Życiorys
Brat aktorki Łucji Burzyńskiej. Karierę aktorską zaczynał na scenach wrocławskich: w Teatrach Dolnośląskich (1946-1949), a następnie w Teatrach Dramatycznych (1949-1954). Lata 1951-1961 spędził w Poznaniu, występując w tamtejszych Teatrach Dramatycznych (1954-1959) oraz Estradzie Satyrycznej (1959-1961). Przez kolejne lata, aż do 1982 roku grał w Teatrze Wybrzeże w Gdańsku. Wystąpił również w dziewięciu spektaklach Teatru Telewizji (1970-1980) oraz dwudziesty jeden audycjach Teatru Polskiego Radia.

### Nagrody i odznaczenia
- 1970: Złoty Krzyż Zasługi
- 1978: XX Festiwal Teatrów Polski Północnej w Toruniu - wyróżnienie za rolę Bazylego Eunucha w spektaklu "W mrokach złotego pałacu, czyli Bazylissa Teofanu" Tadeusza Micińskiego
- 1979: XXI Festiwal Teatrów Polski Północnej w Toruniu - nagroda za rolę Aslaksena w przedstawieniu "Wróg ludu" Henrika Ibsena
- 1980: VI Opolskie Konfrontacje Teatralne w Opolu - nagroda za rolę Senatora w przedstawieniu "Dziady" Adama Mickiewicza

## Filmografia
- Warszawska premiera (1950) - Tunio
- Załoga (1951) - Paweł Konarek, uczeń Państwowej Szkoły Morskiej.
- Młodość Chopina (1951) - student Ignacy Dobrzyński
- Wolne miasto (1958)  - Niemiec biorący udział w bijatyce w piwiarni Schmoldego
- Krzyż Walecznych (1958) - ksiądz (cz. "Wdowa")
- Ludzie z pociągu (1961) - pasażer
- Jadą goście jadą... (1962) - Stanisław Nawrocki, syn Konstantego (Nowela 1)
- Giuseppe w Warszawie (1964) - żołnierz niemiecki - tłumacz
- Czterej pancerni i pies (1969) - wartownik na moście zwodzonym (odc. 16)
- Seksolatki (1971) - wykładowca Tomka
- Wielka miłość Balzaka (1973) - odc. 5